# Jehudiel

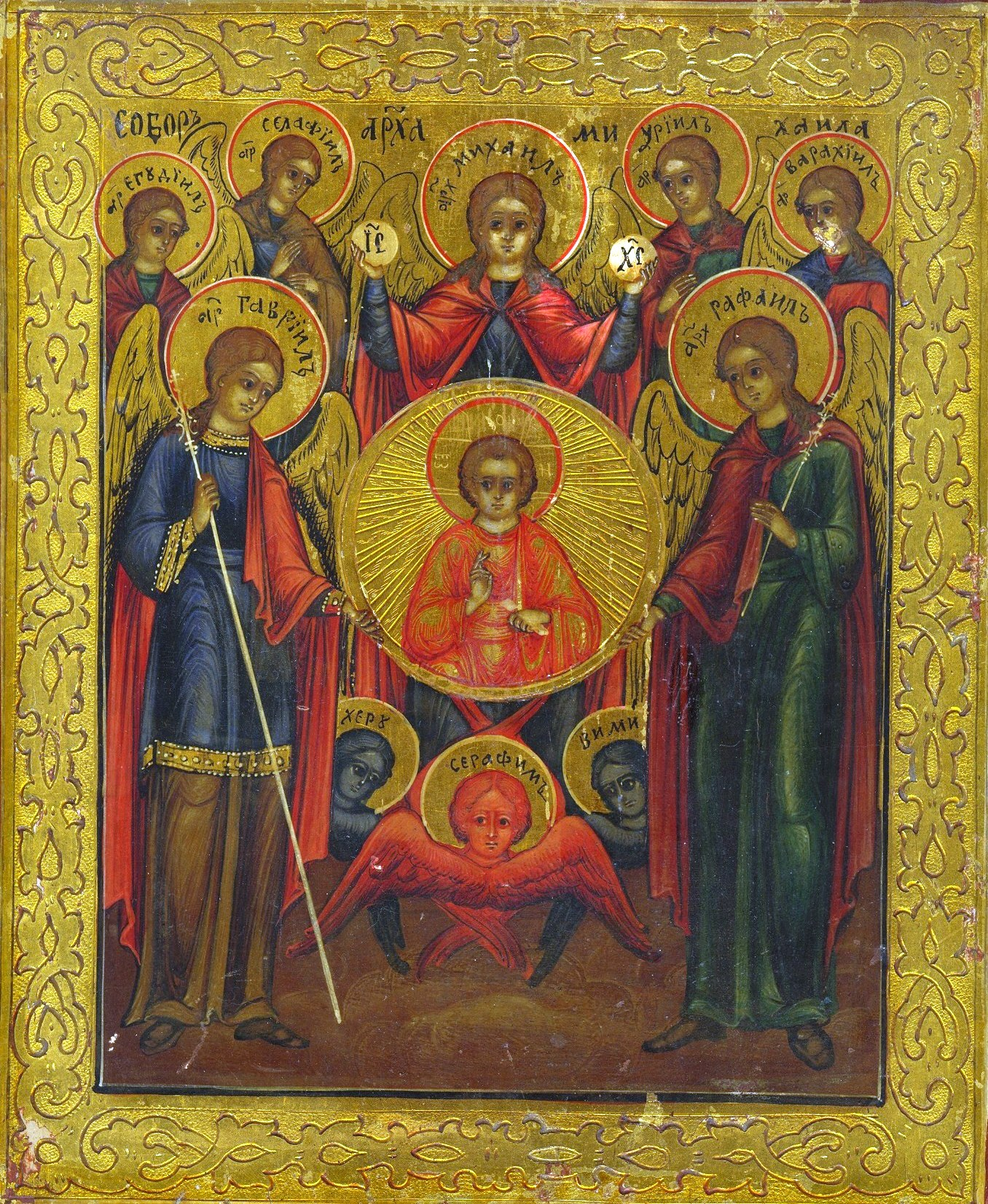
Rat der Engel (Ангелскй Собор). Russische Ikone der sieben Erzengel (von links nach rechts: Jehudiel, Gabriel, Sealtiel, Michael, Uriel, Raphael, Barachiel, versammelt um Christus Emmanuel), 18. Jh.

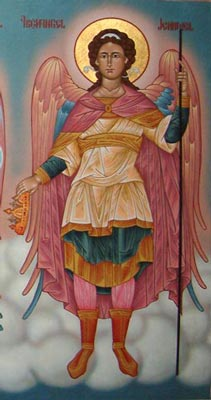
Russische Ikone des Erzengels Jegudiel, 19. Jh.

Jehudiel (hebräisch יהודיאל „Ruhm und Lobpreis Gottes“) ist einer von in apokryphen Schriften namentlich benannten sieben Erzengeln. Neben den Engeln Gabriel, Michael, Raphael und Uriel wurden im frühen Mittelalter vor allem in der Tradition der byzantinisch-orthodoxen Kirchen drei weitere Erzengel namentlich benannt, Barachiel, Jehudiel und Sealtiel. Die Verehrung Uriels und der Engel Barachiel, Jehudiel und Sealtiel setzte sich in der Westkirche nicht dauerhaft durch, obwohl sich Belege für die Verehrung von sieben Erzengeln im Mittelalter und wieder im Barock finden.
In dem zwischen 130 v. Chr. und 68 n. Chr. entstandenen Buch Henoch werden „sieben heilige Engel, die allzeit wachen“ genannt. Im 15. Jahrhundert beschrieb der Mönch Amadeu da Silva Meneses († 1482) über sieben Erzengel, von denen er einen als Jehudiel bezeichnet. Der Name Jehudiel findet sich auch in der kirchenslawischen Schreibweise Jegudiel und auch als Jhudiel.

## Ikonographie
In der christlichen Ikonographie wird der Erzengel oft mit seinen Attribut dargestellt, einer Krone, die er in Händen hält oder mit einer dreischwänzigen Peitsche.
In der Ikonographie der Westkirche ist Jehudiel nur noch sehr selten zu finden. Nachdem auf einem alten Fresko in der den sieben (Erz-)engeln geweihten Kirche Sette Angeli in Palermo Anfang des 16. Jahrhunderts eine Darstellung derselben wiederentdeckt wurde, kamen in der westkirchlichen Ikonographie auch solche Darstellungen wieder auf. Jedoch wurden sie bald auf Drängen kirchlicher Autoritäten übermalt. In der Ikonographie der Barockzeit ist Jehudiel wieder ab und zu zu finden, z. B. auf Emporenbildern in der Pfarrkirche Mattsies oder einer Serie des Meisters von Calamarca aus Bolivien von ca. 1750.